# Федорівка (Жирновський район)
Федорівка (рос. Федоровка) — село у Жирновському районі Волгоградської області Російської Федерації.
Населення становить 216 осіб. Входить до складу муніципального утворення Кленовське сільське поселення.

## Історія
Село розташоване у межах українського історичного та культурного регіону Жовтий Клин.
Згідно із законом від 21 лютого 2005 року № 1009-ОД для населеного пункту було встановлено органом місцевого самоврядування Кленовське сільське поселення.

## Населення
1. Н/Д[2]